# Sungai Beringin (Rengat)
Sungai Beringin is een bestuurslaag in het regentschap Indragiri Hulu van de provincie Riau, Indonesië. Sungai Beringin telt 3504 inwoners (volkstelling 2010).